# Pian delle Tectiti
Der Pian delle Tectiti (italienisch für Ebene der Tektite) ist ein rund 2600 m hoher Nunatak im ostantarktischen Viktorialand. In der Eisenhower Range ragt er 48 km ostsüdöstlich des Timber Peak auf. Er stellt sich als granitoidischer Felsvorsprung mit einem erodierten, 1000 m² großen Gipfelplateau dar. 
Italienische Wissenschaftler benannten ihn 2008. Der Nunatak war 2006 einer der ersten Orte im Transantarktischen Gebirge, an dem Mikrotektite entdeckt wurden.